# Phare de Nawiliwili
Le phare de Nawiliwili  ou phare de Ninini Point est un phare des États-Unis qui se trouve près de Lihue sur Kauai, l'une des îles de l'archipel d'Hawaï.
Ce phare est géré par l'United States Coast Guard.

## Histoire
Ninini Point marque l'entrée nord de la baie de Nawiliwili, au sud-est de l'île. Un terrain a été loué par le gouvernement hawaïen à la plantation de Lihue en 1897 comme site pour la construction d'un phare. Dès cette date, plusieurs structures légères ont servi. La première était une tour à ossature en bois d'environ 12 m  surmontée d'une lanterne qui abritait une lumière et un réflecteur à une élévation de 21 m au-dessus de la mer. En 1906, cette structure a été remplacée par un mât de 10 m surmonté d'une lanterne à lentilles, érigé à côté d'une petite maison de service. Mis en service le 22 décembre 1906, il a fonctionné jusqu'en 1931. Une tour temporaire en bois de 12 m a pris le relais en attendant la fin de la construction du phare actuel.

## Description
Le phare actuel est une tour cylindrique en béton, avec galerie, de 24,5 m de hauteur montée sur un bâtiment en béton contenant trois logements. Il a été mis en service le 15 novembre 1932.
Il émet, à une hauteur focale de 34 m, un éclat blanc par période de 15 secondes. Sa portée nominale est de 9 milles nautiques (environ 17 km). Il a été automatisé en 1953. Il est aussi équipé, depuis 1985, d'une balise d'aérodrome DCB-24.
La lentille de Fresnel d'origine a été enlevée en 1984 et fut exposée au Hawaii Maritime Center (en) d'Honolulu jusqu'en 2009

## Seconde guerre mondiale
Pendant la Seconde Guerre mondiale, le phare de Nawiliwili, avec tous les autres dans les îles hawaïennes, a été désactivé. Le 31 décembre 1941, un sous-marin japonais a fait surface près de l'entrée de la baie et a bombardé le port sans faire de véritable dégât. Les craintes d'une éventuelle invasion japonaise ont maintenu du personnel supplémentaire de la Garde côtière aux postes de phare de Nawiliwili et de Kilauea.
Identifiant : ARLHS : HAW-007  - Amirauté : G7480 - USCG : 6-29745.